# Nicolas Schindelholz
Nicolas Schindelholz (Binningen, 12 de febrero de 1988-18 de septiembre de 2022) fue un futbolista suizo que estuvo por última vez bajo contrato con el FC Aarau en la Swiss Challenge League.

## Carrera profesional
Nicolas Schindelholz comenzó su carrera profesional en el equipo Sub-21 del FC Basel, donde hizo sus primeras apariciones en la 1.ª división (la tercera división más alta) en la temporada 2006-2007. En la temporada siguiente se consagró como un jugador habitual y jugó un papel nada desdeñable en el hecho de que el equipo terminara primero en el campeonato de la Premier League.
Sus logros no pasaron desapercibidos para el veterano defensor del FCB y jugador nacional Murat Yakin, que asumió el cargo de entrenador del FC Thun en 2009. Utilizó los contactos de su antiguo club matriz y trajo a Schindelholz al Oberland bernés junto con Marco Aratore y Timm Klose. El defensor firmó un contrato de dos años con Thun, que entonces jugaba en la segunda liga suiza más alta, hasta 2011. En la temporada 2009/10, jugó 27 partidos y marcó un gol. FC Thun se proclamó campeón de la Challenge League esa temporada y ascendió a la Axpo Super League.
Durante los primeros partidos de la temporada 2010-2011, Schindelholz reforzó al Thun Sub-21, que había ascendido a 1.ª división en 2010. El 23 de septiembre de 2010, el defensa debutó en la Superliga Axpo ante el AC Bellinzona y disputó dos partidos más con el primer equipo antes de sufrir una lesión (distensión de rodilla) y hasta poco antes de finalizar la ronda preliminar. Después de su regreso, pudo establecerse inicialmente como un jugador regular y estuvo en la alineación titular varias veces antes de volver a lesionarse a fines de febrero de 2011.
En el verano de 2017, Schindelholz pasó del FC Thun al FC Lucerna, rival de la liga, donde firmó un contrato hasta finales de junio de 2018, una temporada. Con solo dos apariciones, anunció su salida de Lucerna y firmó un contrato de un año con una opción en el FC Aarau.

## Vida personal
Nicolas Schindelholz provenía de una familia de futbolistas que tiene fuertes lazos con el SC Dornach. El padre de Nicolas, Stefan Schindelholz, que más tarde jugó con Karl Odermatt en el FC Birsfelden, jugó en su juventud en Gigersloch, la instalación deportiva de Dornach. Stefan Schindelholz asumió el cargo de entrenador en el SC Dornach en 1984, dirigió al equipo desde la 4.ª liga hasta la 1.ª liga; también entrenó a los juniors y fue presidente y director deportivo del SC Dornach.
Todavía era entrenado por su padre en los F-Juniors; pasó por todos los equipos juveniles del SC Dornach antes de que el FC Basel se fijase en él, que lo utilizó por última vez en la sub-21. El hermano de Nicolas, Stefan, también está siguiendo los pasos de su padre y ya ha jugado para los U18 y U21 del FC Basel y en la 1.ª división (Grupo 2) en Dornach. Aunque Nicolas jugó ocasionalmente en la sub-21 del FC Thun en el 2.º grupo de la 1.ª división, no hubo un encuentro directo entre los dos hermanos.
En agosto de 2020 se hizo público que Schindelholz tenía un tumor canceroso alojado en un pulmón, y falleció el 18 de septiembre de 2022.

## Clubes
| Periodo   | Club          |
| --------- | ------------- |
| 2006–2009 | FC Basel U-21 |
| 2009–2010 | FC Thun U-21  |
| 2009–2017 | FC Thun       |
| 2017–2018 | FC Luzern     |
| 2018–2021 | FC Aarau      |